# Michael Kern (Bildhauer)

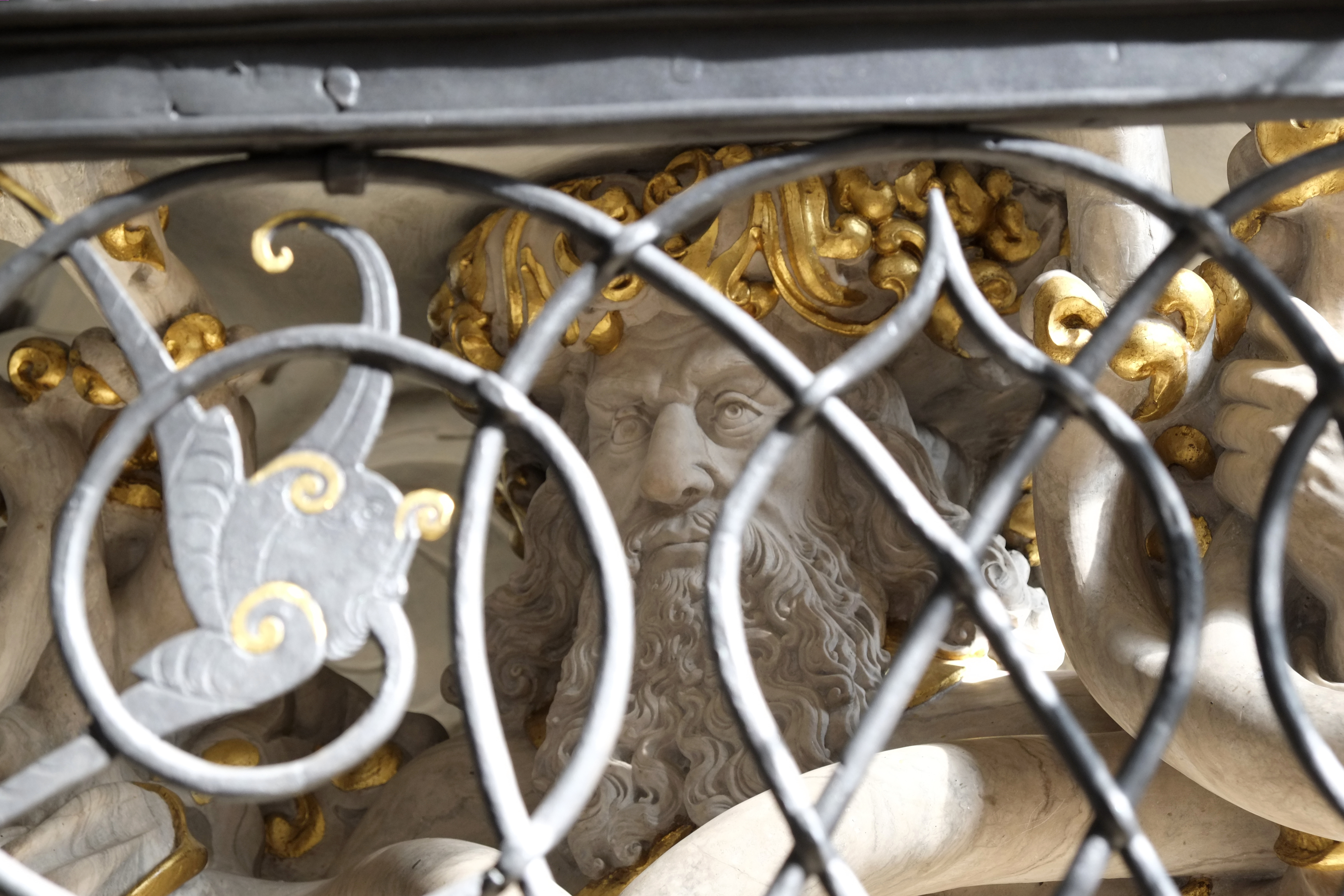
Selbstporträt Michael Kerns als Moses auf der Wurzel-Jesse-Kanzel in der Wallfahrtskirche Maria im Sand

Michael Kern (auch Michael III. Kern; * 23. August 1580 in Forchtenberg; † 31. August 1649 ebenda) war bedeutender Bildhauer aus der Künstlerfamilie Kern am Übergang von der Renaissance zum Barock. Als Bildhauer für den Fürstbischof von Würzburg und als Hofbildhauer der Grafen von Hohenlohe schuf er einige herausragende Werke.

## Leben

### Jugend und Ausbildung (bis 1607)
Michael Kern wurde als erstes Kind des älteren Michael Kern in der Amtsstadt Forchtenberg der Grafen von Hohenlohe-Weikersheim geboren. Der Vater war im Ort bereits als Bildhauer und Steinmetz tätig gewesen und durch den Bau einiger Brücken und Befestigungsanlagen in Erscheinung getreten. Seine Mutter, Apollonia Kern, geborene Hartmann, brachte insgesamt sieben Kinder auf die Welt, von denen die Brüder Georg, Leonhard und Peter ebenfalls bedeutende Bildhauer werden sollten.
Die Familie bewohnte das Haus Hafenmarktgasse 29, das innerhalb der Ummauerung der Stadt am Kocher lag. Anders als für den jüngeren Bruder Leonhard ist für Michael keine schulische Ausbildung schriftlich nachgewiesen, da er jedoch des Schreibens mächtig war, ist eine zumindest grundlegende Schullaufbahn wahrscheinlich. In den Jahren 1593 bis 1596 besuchte Michael dann die Werkstatt des Vaters und lernte hier die Grundlagen des Bildhauens.
Am 30. November 1597 wurde Michael Kern ins nahe Heilbronn geschickt, um hier beim Bildhauer und Baumeister Jakob Müller eine weitere Lehre zu machen. Während seiner Ausbildung bekam Müller den Auftrag die Schlosskirche in Liebenstein neu zu errichten. In diesem Bau finden sich erste Spuren des jungen Michael Kern, der seinem Meister bei der Arbeit half. Nach Beendigung der Lehre reiste Michael als Geselle herum, einzelne Stationen seiner Wanderschaft sind allerdings nicht nachgewiesen.
Bis 1605 hielt sich Klein jedoch häufig in seiner Geburtsstadt auf. Zu diesem Zeitpunkt sind auch erste eigenständige Arbeiten des jungen Bildhauers nachweisbar. Im Jahr 1603 entstand die Tumba des Grafen Wolfgang II. von Hohenlohe-Weikersheim, 1603 ist er erstmals am Neubau der Würzburger Festung Marienberg nachweisbar, für die er 1605 das Echtertor errichtete. Ab dem Jahr 1606 hatte Kern sich in Würzburg niedergelassen, wodurch die Arbeiten an der Festung schnell voranschritten.
Noch im selben Jahr, 1606, ehelichte Kern die Würzburgerin Christina Maij (auch Mai). Aufgrund seiner Mitarbeit an der Neuerrichtung der Festung verzichtete die St.-Lukas-Zunft der Bildhauer auf einen Arbeitsnachweis und nahm Michael Kern am 21. Dezember 1606 als Meister in ihre Reihen auf. Am 30. April 1607 erhielt Kern die Anstellung als Ratsbildhauer von Würzburg und wurde noch an Pfingsten desselben Jahres zum Bürger der Bischofsstadt.

### Hofbildhauer in Forchtenberg (bis 1649)
Dennoch kehrte er bereits 1607 wieder nach Forchtenberg zurück. Gründe hierfür war wohl zum einen das reiche Alabastervorkommen, das unterhalb des Geburtshauses zu finden war, zum anderen war Kern nicht bereit, seine Konfession, er war Lutheraner, wegen eines Umzugs ins katholische Würzburg zu wechseln. Im Jahr 1610 erhielt Michael Kern von Graf Wolfgang von Hohenlohe eine umfassende Steuerbefreiung und wurde zum Hofbildhauer ernannt.
Fortan erhielt Michael Kern viele Aufträge von der Grafenfamilie. Zusätzlich arbeitete er für die Hochstifte Bamberg und Würzburg, nahm sogar Arbeiten von bürgerlichen Auftraggebern an. Beauftragt vom Rat der Stadt Würzburg, schuf er 1609 bis 1610 die Kanzel des Würzburger Doms. Im Jahr 1634 war Michael Kern drittreichster Bewohner Forchtenbergs. Zwei Jahre später zählte bereits König Ferdinand von Ungarn und Böhmen zu seinen Kunden. Der Erfolg brachte auch Konflikte mit den anderen Stadtbewohnern: In den Jahren vor dem Dreißigjährigen Krieg sind sogar Hexereibezichtigungen gegen Mitglieder der Familie Kern nachgewiesen.

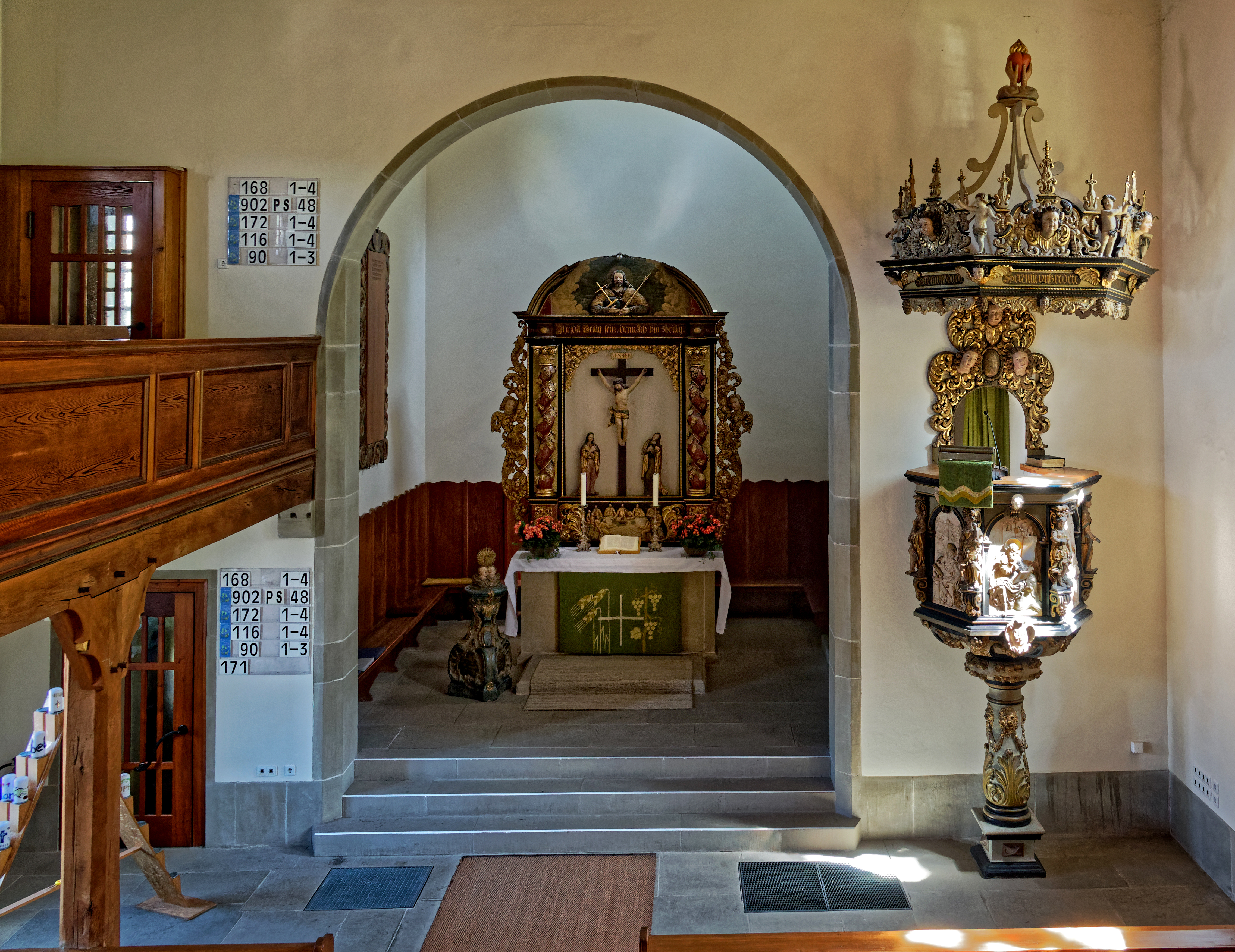
Michel Kern schuf die Kanzel in der Michelskirche Forchtenberg.

Der Krieg, der zwischen 1630 und 1640 auch im Hohenlohe-Franken wütete, minderte die Aufträge Kerns dann merklich. Während einiger Kampfhandlungen wurde sogar die Werkstatt des Bildhauers zerstört. Nach den kriegerischen Durchzügen von Schweden und Kaiserlichen suchten Seuchen das ausgezehrte Gebiet um Forchtenberg heim. Kerns Frau Christina starb an einer unbekannten Krankheit im Jahr 1636.
Am 21. Februar 1642 heiratete Michael Kern erneut, diesmal die jüngere Barbara, geborene Brackenheimer, aus seiner Geburtsstadt. Am 31. August 1649 starb Michael Kern in seiner Geburtsstadt an der Ruhr und wurde im Friedhof beigesetzt. Sein Grabstein befand sich zunächst in der Friedhofsmauer und wird heute im Kern-Museum aufbewahrt. Nach dem Tod des Vaters führte der zweitgeborene Sohn Achilles die Werkstatt fort.

## Werke (Auswahl)

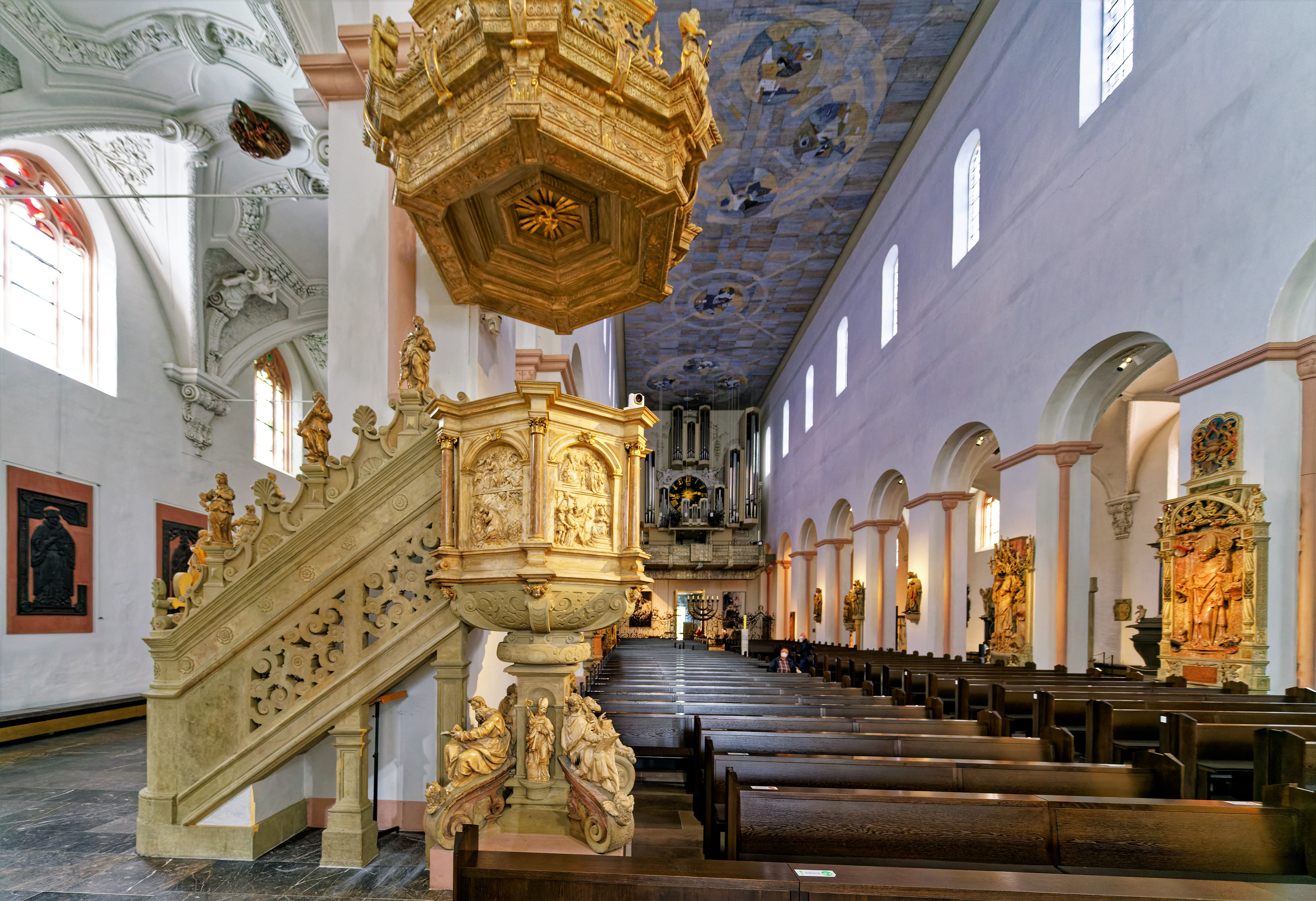
Kanzel im Würzburger Dom

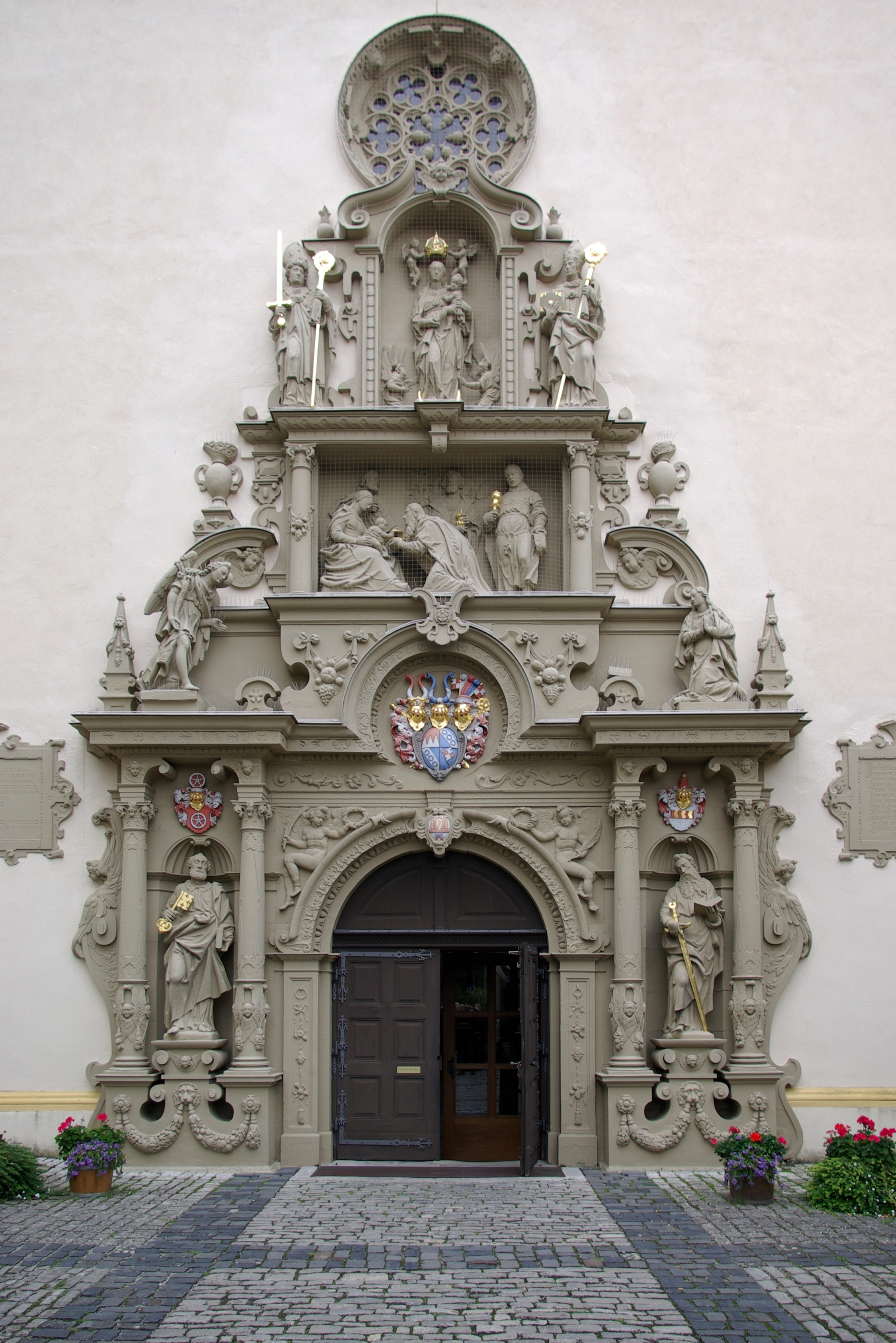
Das Portal der Wallfahrtskirche Maria im Sand, Dettelbach

Michael Kern arbeitete zunächst vor allem für den Würzburger Fürstbischof Julius Echter von Mespelbrunn, unter anderem an der Neuerrichtung der Festung Marienberg in Würzburg. Nach 1607 verlegte Kern sein Hauptaugenmerk dann in die Grafschaft Hohenlohe. Für die Grafenfamilie fertigte er viele Epitaphien und Hochgräber, war allerdings gleichzeitig weiterhin in den geistigen Territorien der Umgebung tätig.
- 1609/1610: Domkanzel im Würzburger Kiliansdom
- 1609: Kinder-Grabmal des Georg von Erbach, Stiftskirche Öhringen
- kurz vor 1609 oder 1611: Alabasteraltar in der Hauskapelle der Curia Conti, einem Domherrenhof in Würzburg (heute das Bischöfliche Palais)[6]
- 1610/1611: Epitaphien für die Fürstbischöfe von Bamberg, Neidhardt von Thüngen und Johann Philipp von Gebsattel
- 1611: Statuen Vierzehn Nothelfer in der Gügelkirche
- 1614/18 Baldachin-Grabmal für Graf und Gräfin von Löwenstein - Wertheim in ev. Stiftskirche in Wertheim
- 1612/1613: Portal Wallfahrtskirche Maria im Sand, Dettelbach
- 1619/1620: Epitaph Graf Friedrich Magnus zu Erbach, Stadtpfarrkirche Michelstadt[7]
- 1620: Epitaphien für Graf Gottfried von Oettingen-Oettingen, Johanna Gräfin von Hohenlohe-Waldenburg und Barbara von Pfalz-Zweibrücken-Neuburg, Schlosskirche St. Michael, Burg Harburg[8]
- 1621: Wappenstein Kloster Schöntal
- 1623: Epitaph für Fürstbischof Johann Gottfried I. von Aschhausen und Grabmal für den Feldherrn Jakob Baur von Eiseneck[9]
- 1626: Wurzel-Jesse-Kanzel Wallfahrtskirche Maria im Sand, Dettelbach
- 1627: Kreuzigungsgruppe Höchberg
- 1627/1628: Epitaph Graf Johann Casimir zu Erbach, Stadtpfarrkirche Michelstadt[10]
- 1644: Kreuzaltar Kloster Schöntal[11]

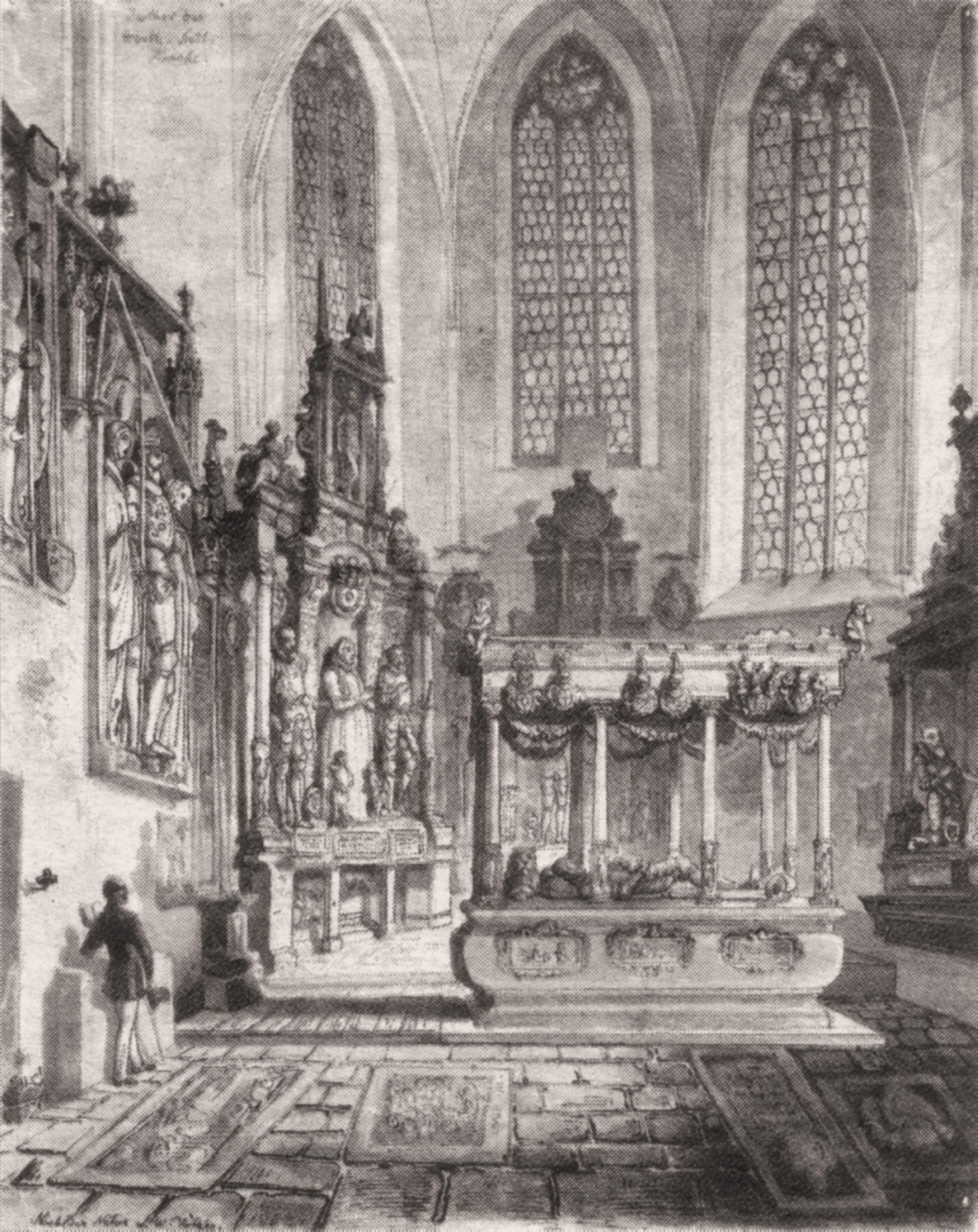
Wertheim, Chor der ev. Stiftskirche mit Baldachingrabmal für Graf und Gräfin von Löwenstein, Grafik von 1852
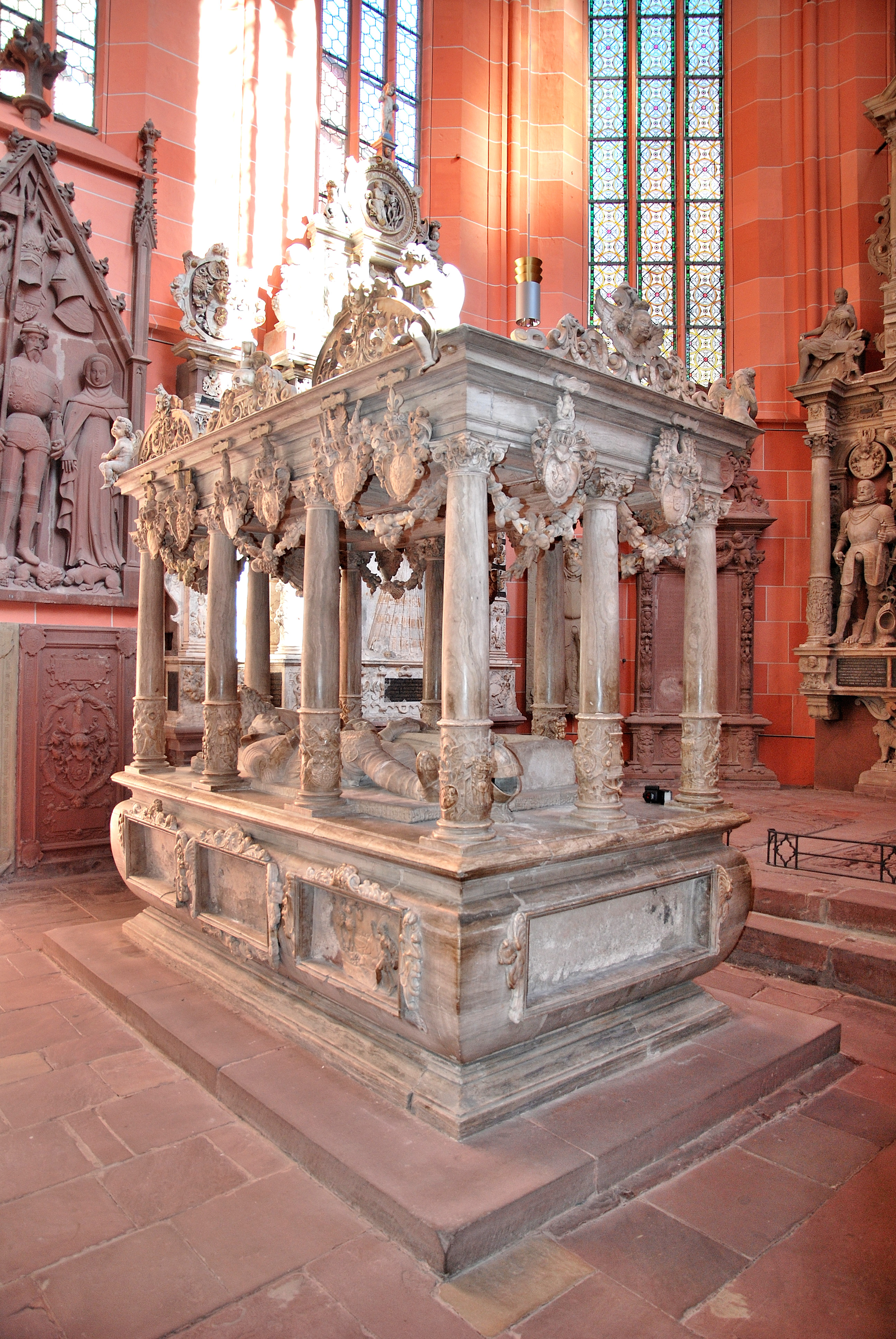
Wertheim, ev. Stiftskirche, Baldachingrabmal für Graf und Gräfin von Löwenstein, Zustand 2010
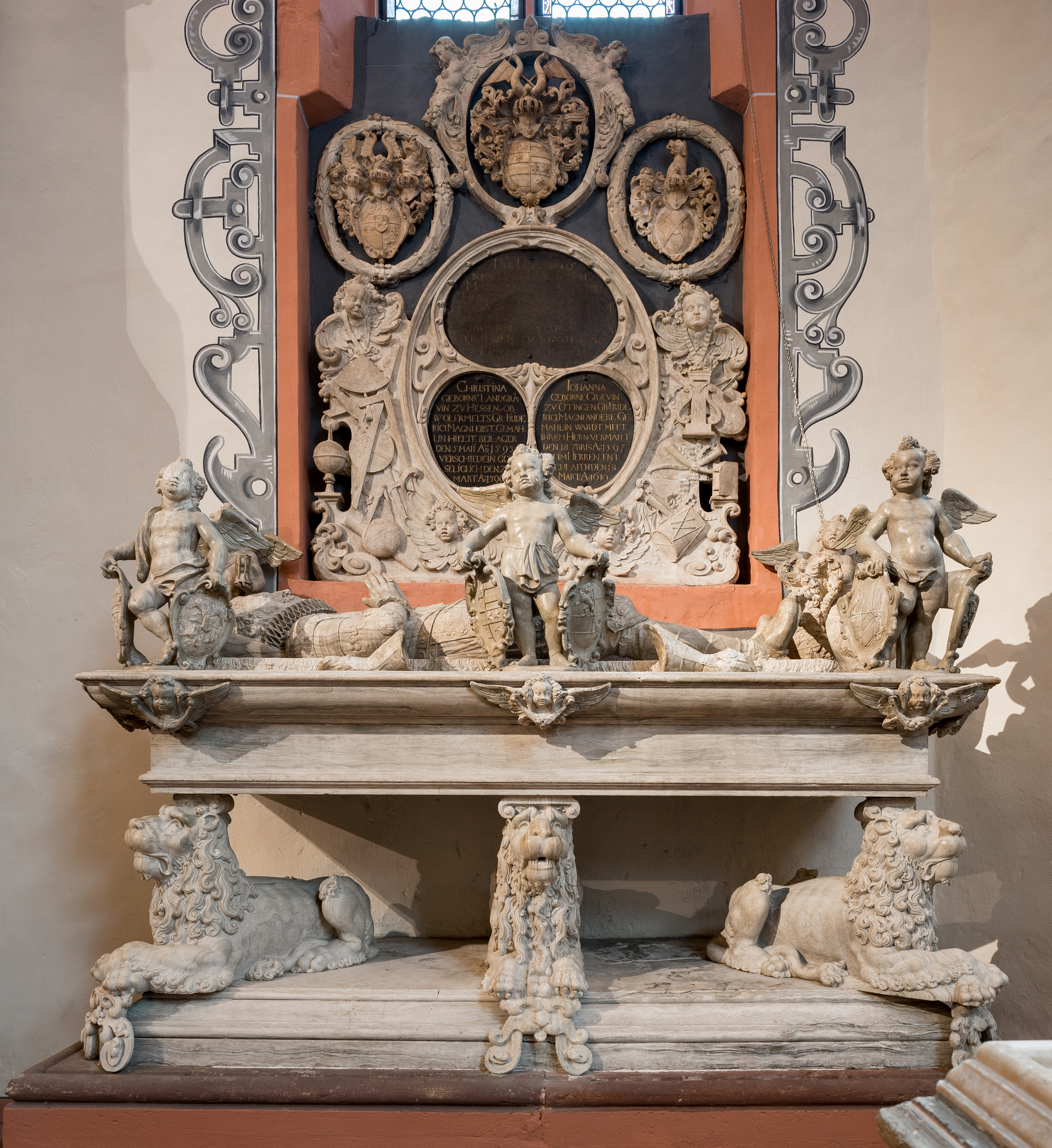
Michelstadt, Stadtpfarrkirche, Epitaph für Graf Friedrich Magnus zu Erbach
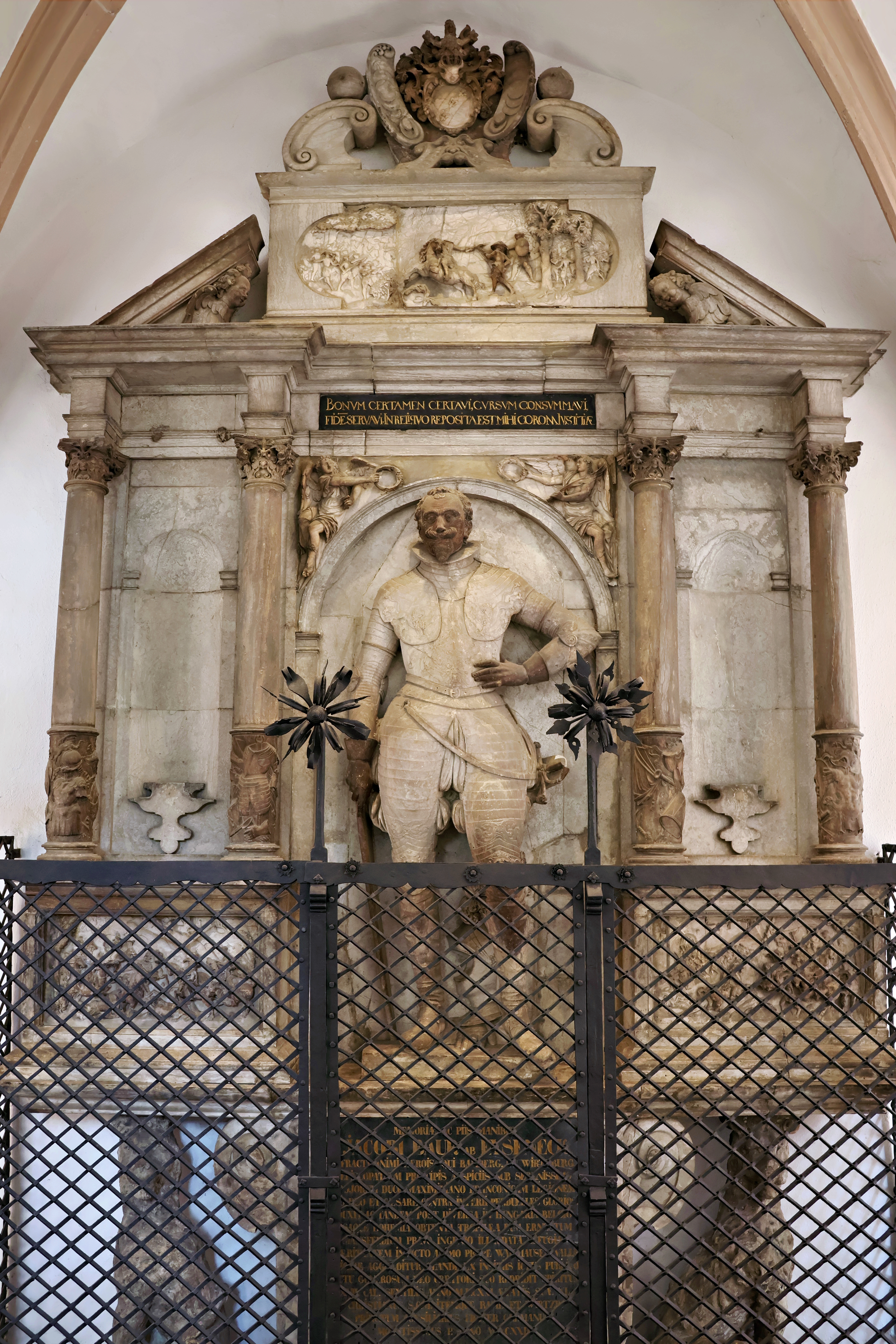
Würzburg, Dom-Kreuzgang, Grabmal für Jakob Baur von Eiseneck